# Прапор Сінт-Нікласа
Прапор Сінт-Нікласа був офіційно затверджений муніципальною радою 26 жовтня 1979 року як муніципальний прапор східнофламандського муніципалітету Сінт-Ніклас. 9 грудня 1980 року він був затверджений мером і олдерменами і нарешті опублікований 29 січня 1981 року в офіційному бельгійському державному віснику.
Прапор розділений на лазурову площину ліворуч і золоту праворуч. Зліва також зображена ріпа в золоті. Пропорції прапора 2:3. Натхненням для прапора послужив герб міста. Це видно по кольорах і ріпі.
Ріпа традиційно була типовим сільськогосподарським продуктом регіону Васланд і, отже, також Сінт-Нікласа. Раніше вирощування ріпи було надзвичайно успішним завдяки піщаному ґрунту, тому вона з’явилася на різних прапорах і гербах Васланду.
Прапор, який використовується в Сінт-Нікласі, містить лише дві вертикальні смуги синього та жовтого кольорів. 

Офіційно прапор описується так: 
Дві однаково довгі смуги синього і жовтого кольору з жовтою ріпою на синьому.

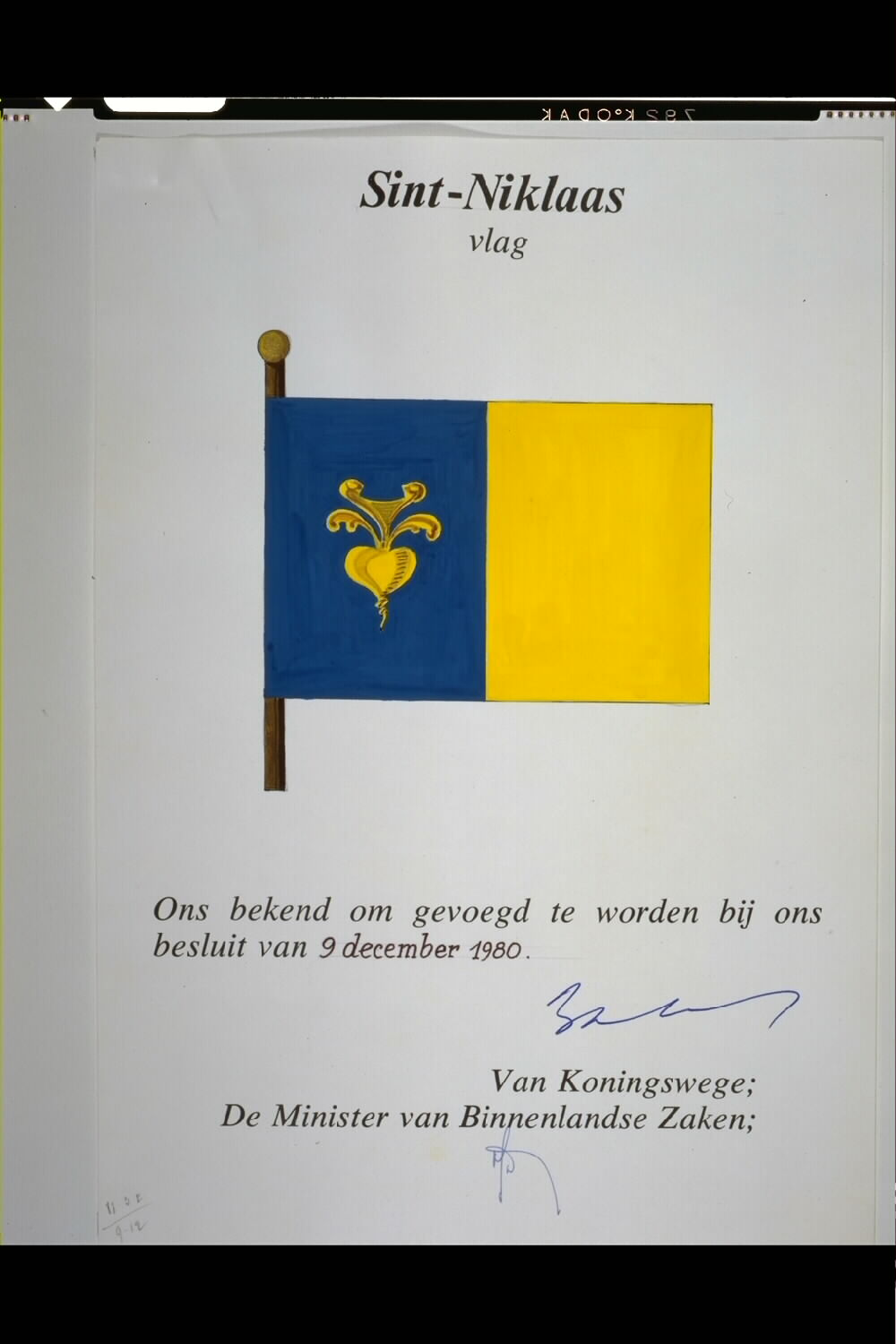
Дизайн прапора, намальований Карелом Помою
Прапор, який використовується для муніципалітету
Герб Сінт-Нікласа